# Nova Gvineja
Nova Gvineja je otok v Tihem oceanu, ki leži severno od Avstralije in je s površino 785.753 km2 za Grenlandijo drugi največji svetovni otok. Od Avstralije se je ločil šele med zadnjo ledeno dobo, ko je poplavilo območje, ki mu danes pravimo Torresov preliv. Dolgo časa je bil poznan kot Papua. Njegov najvišji vrh je Puncak Jaya s 4.884 metri nadmorske višine.
Politično si Novo Gvinejo delita državi Indonezija in Papua Nova Gvineja na približno enaki polovici. Na zahodnem delu otoka sta indonezijski provinci Papua in Zahodna Papua, na vzhodu pa leži kopenski del neodvisne države Papua Nova Gvineja.

## Geografija in biodiverziteta
Nova Gvineja je tropski otok, v veliki meri porasel z deževnim gozdom. Od vzhoda proti zahodu poteka apnenčasto centralno gorovje v dolžini 1600 km, ki vsebuje nekaj najvišjih vrhov v Oceaniji. Južno in severno od njega ležijo obsežne nizke ravnine. Geološko je del Indo-avstralske plošče, leži na isti kontinentalni polici kot Avstralija. Podnebje je toplo in vlažno z izjemo najvišje ležečih predelov. Gozdna meja je pri 4000 m nadmorske višine, nad njo pa se nahaja tudi nekaj stalnih ekvatorialnih ledenikov.
Otok je izredno bogat s stališča biodiverzitete - ocenjujejo, da na njem živi med 5 in 10% vseh vrst živih bitij, kar je številka, primerljiva s celotno Avstralijo. Večina flore in favne ima avstralske korenine zaradi dejstva, da je prišlo do ločitve šele pred razmeroma kratkim, mnogo vrst pa je tudi endemičnih (med njimi npr. 69% vrst sesalcev in 56% vrst ptičev, ki gnezdijo na otoku). Zaradi neraziskanosti velik del flore in favne še ni opisan. Pomembni so tudi koralni grebeni v morju, ki obkroža otok, s 1200 poznanimi vrstami rib in 600 vrstami koralnjakov (75% vseh svetovnih vrst).

## Prebivalstvo
Na otoku živi okoli 7,1 milijona prebivalcev, prvič je bil naseljen pred 40.000 do 60.000 leti. Zaradi gosto poraslega in goratega terena so stiki med naselji težavni in na otoku danes obstaja blizu tisoč plemenskih skupin, ki govorijo skoraj toliko različnih jezikov. Veliki deli Nove Gvineje so še neraziskani in ocenjujejo, da tam obstaja 44 od skupno okoli 110 plemen na svetu, ki še niso imela nobenega stika s sodobno civilizacijo. Nova Gvineja je poznana po kanibalizmu, ki ga še vedno prakticirajo nekatere skupine domorodcev.
Največja mesta so na zahodni strani Jayapura (200.000 prebivalcev leta 2002) in Manokwari, na vzhodni pa Port Moresby (glavno mesto Papue Nove Gvineje, ok. 255.000 prebivalcev leta 2000) ter Lae (okoli 120.000 prebivalcev).